# 博格 (北卡羅萊納州)
博格（英語：Bogue）是一個位於美國北卡羅萊納州加特利縣的城鎮。

## 人口
根據2020年美國人口普查的數據，博格的面積為7.17平方千米，當中陸地面積為7.11平方千米，而水域面積為0.05平方千米。當地共有人口695人，而人口密度為每平方千米97人。